# Rinawa cantuaria
Rinawa cantuaria là một loài nhện trong họ Hahniidae.
Loài này thuộc chi Rinawa. Rinawa cantuaria được Raymond Robert Forster miêu tả năm 1970.